# Coprosma obconica
Coprosma obconica är en måreväxtart som beskrevs av Thomas Kirk.
Coprosma obconica ingår i släktet Coprosma och familjen måreväxter.

## Underarter
Arten delas in i följande underarter:
- Coprosma obconica distantia
- Coprosma obconica obconica